# 제임스 배지 데일
제임스 배지 데일(James Badge Dale, 1978년 5월 1일 ~ )은 미국의 배우이다.

## 출연 작품

### 영화
- 파리 대왕 (1990)
- 디파티드 (2006)
- 음모자 (2010)
- 셰임 (2011)
- 더 그레이 (2012)
- 플라이트 (2012)
- 아이언맨 3 (2013)
- 월드워Z (2013)
- 론 레인저 (2013)
- 더 파크랜드 (2013)
- 스트레치 (2014)
- 하늘을 걷는 남자 (2015)
- 13시간 (2016)
- 고스트 워 (2016)
- 온리 더 브레이브 (2017)
- 늑대의 어둠 (2018)
- 인투 더 애쉬 (2019) - 샐 포터 역
- 더 키친 (2019)
- 엠티맨 (2020) - 제임스 러솜브라 역